# 韋謝尼島
韋謝尼島（俄语：Весенний）是俄羅斯的島嶼，屬於北地群島的一部分，由克拉斯諾亞爾斯克邊疆區負責管轄，長0.8公里、寬0.36公里，面積0.14平方公里，島上無人居住。
78°20′44″N 106°37′09″E / 78.3456°N 106.6192°E